# Ґумбаз
40°43′20″ пн. ш. 72°20′58″ сх. д. / 40.72222° пн. ш. 72.34944° сх. д.
Ґумбаз (узб. Гумбаз, Gumbaz) — міське селище в Узбекистані, в Андижанському районі Андижанської області.
Розташоване у Ферганській долині, на арику Саркай, за 5 км на південь від залізничної станції Андижан-1. Південне передмістя Андижана. Через селище проходить автошлях Андижан—смт Андижан—Араван—Ош
Населення 2,2 тис. мешканців (1990). Статус міського селища з 2009 року.